# پیس (والادولید)
پیس (والادولید) (به اسپانیایی: Pollos) یک شهرستان در اسپانیا است که در استان وایادولید واقع شده‌است.